# 파블로스 콘디디스
파블로스 콘디디스(그리스어: Παύλος Κοντίδης, 1990년 2월 11일~)는 키프로스의 요트 선수이다. 올림픽에 5회 참가했으며 2012년 하계 올림픽과 2024년 하계 올림픽 남자 레이저 종목에서 은메달을 획득했다. 그는 키프로스 선수 최초로 올림픽에서 메달을 획득한 선수이며 유일한 키프로스인 올림픽 메달리스트이다.